# Mölnesjö
Mölnesjö är en sjö i Gnosjö kommun i Småland och ingår i Lagans huvudavrinningsområde. Sjön har en area på 0,0769 kvadratkilometer och ligger 191,1 meter över havet. Sjön avvattnas av vattendraget Marieholmskanalen (Modalaån).

## Delavrinningsområde
Mölnesjö ingår i det delavrinningsområde (636414-138502) som SMHI kallar för Inloppet i Mosjön. Medelhöjden är 244 meter över havet och ytan är 24,07 kvadratkilometer. Det finns inga delavrinningsområden uppströms utan avrinningsområdet är högsta punkten. Marieholmskanalen (Modalaån) som avvattnar avrinningsområdet har biflödesordning 3, vilket innebär att vattnet flödar genom totalt 3 vattendrag innan det når havet efter 198 kilometer. Delavrinningsområdet består mestadels av skog (91 procent). Avrinningsområdet har 0,53 kvadratkilometer vattenytor vilket ger det en sjöprocent på 2,2 procent.